# قويدر بوكساسة
قويدر بوكساسة (1971 الجزائر) هو لاعب كرة قدم جزائري.

## مسيرته الكروية
لعب قويدر بوكساسة خلال مسيرته الاحترافية مع 3 أندية في 8 مواسم وسجل خلالها 22 هدفًا ضمن 157 مباراة. حيث فاز في موسم واحدًا بالكأس ولم يفوز بأي دوري.
خاض قويدر بوكساسة مسيرته مع نادي مولودية وهران. إنتقل إلى شباب بلوزداد في موسم 2002–03 لمدة موسم واحد، مشاركًا في 12 مباراة سجل خلالها هدفين. ثم عاد إلى نادي مولودية وهران في موسم 2003–04 في المرة الأولى واستمر معه طيلة ثلاثة مواسم ثم في موسم 2010–11 لمدة موسم واحد، حيث شارك طوالها في 74 مباراة سجل خلالها 11 هدفًا. لينتقل بعدها إلى نادي شبيبة بجاية في موسم 2007–08 واستمر معه طيلة ثلاثة مواسم، مشاركًا في 71 مباراة سجل خلالها 9 أهداف.

## روابط خارجية
- قويدر بوكساسا على موقع قاعدة بيانات كرة القدم.إي يو (الإنجليزية)
- قويدر بوكساسا على موقع ناشيونال فوتبول تيمز (الإنجليزية)